# Le Temple (Loir-et-Cher)
Le Temple is een gemeente in het Franse departement Loir-et-Cher (regio Centre-Val de Loire) en telt 179 inwoners (1999). De plaats maakt deel uit van het arrondissement Vendôme.

## Geografie
De oppervlakte van Le Temple bedraagt 13,6 km², de bevolkingsdichtheid is 13,2 inwoners per km².
De onderstaande kaart toont de ligging van Le Temple (Loir-et-Cher) met de belangrijkste infrastructuur en aangrenzende gemeenten.

## Demografie
Onderstaande figuur toont het verloop van het inwonertal (bron: INSEE-tellingen).

1. ↑  Populations de référence 2022.